# Changgyeonggung
Changgyeonggung (창경궁?, 昌慶宮?) è un palazzo che si trova a Seul, in Corea del Sud. Originariamente costruito per essere la residenza estiva dell'imperatore di Goryeo, entrò più tardi a far parte dei cinque grandi palazzi eretti nella capitale sudcoreana dalla dinastia Joseon.

## Storia
Il palazzo di Changgyeonggung fu costruito nel 1484. Durante l'invasione giapponese del 1592, Changgyeonggung fu distrutto da un incendio, ma nel 1616 venne ricostruito. Dopo un ulteriore incendio nel 1830 e ricostruito nel 1834, restando fedele allo stile originario. 
L'impero giapponese cambiò il suffisso del nome da "gung" (palazzo) a "won" (parco), forse per sminuire l'autorità coreana, ed attuò alcune modifiche all'area tra le quali la costruzione di uno zoo. Dal 1983 al 1986 il governo coreano rimosse lo zoo e restaurò il palazzo al suo stato originario, ridandogli il nome Changgyeonggung.

## Ambienti del palazzo
1. Cancello Honghwamun: la porta d'ingresso principale, "honghwa" (홍화?, 弘化?) significa letteralmente "promuovere l'armonia" o, in senso più generale, "ispirare il popolo attraverso l'esercizio della virtù". Questa porta è stata costruita insieme al palazzo, distrutta durante l'invasione giapponese di Joseon (1592-1598) e ricostruita nel 1616. Honghwamun serviva anche come luogo da cui il re incontrava i cittadini. Il re Yeongjo raccolse le opinioni dei cittadini prima di promulgare l'atto di Gyunyeok. Nel 1795 il re Jeongjo distribuì riso ai poveri per commemorare il sessantesimo compleanno della principessa Hyegyeong, sua madre.
2. Ponte Okcheongyo: costruito nel 1484, il nome significa "fiume che scorre puro come marmo di giada", in riferimento all'acqua cristallina proveniente dal monte Eungbongsan che scorre sotto di esso. Il ponte è integro ed è stato designato come tesoro nazionale no. 386. Sotto il suo arco si può notare, scolpita nella pietra, la faccia di un dokkaebi, che serviva per proteggere il palazzo da spiriti maligni portati dal fiume.
3. Porta Myeongjeonjeon: è una porta con tre ingressi di pari altezza, posta all'interno del cancello Honghwamun. Misura tre kan per due kan (un kan è l'unità di misura dello spazio tra due colonne) con un complesso sistema colonne e un tetto a due falde. L'edificio poggia su una pietra-fondamenta di forma circolare e ogni lato frontale ha due porte di legno. Dalla struttura architettonica, si stima sia stata ricostruita durante il regno di re Gwanghae (1575-1641, r. 1608-1623).
4. Sala Myeongjeongjeon: è la sala principale, nella quale si svolgevano i rituali e gli eventi ufficiali e reali come l'incoronazione di un re, esami di stato e ricevimenti reali. Costruita nel 1484, distrutta durante la guerra Imjin e riedificata nel 1616, questa sala è considerata la più antica del suo genere, ma è relativamente piccola rispetto ad altre: questo perché fu inizialmente costruita per essere utilizzata come alloggio della regina. Il giardino anteriore include un'ampia pavimentazione in pietra piatta con samdo (tre passaggi) al centro. Le due file di pietre situate nel giardino anteriore sono chiamate pumgyeseok (pietre dove sono scolpiti i ranghi degli ufficiali). Durante gli eventi ufficiali, i funzionari del governo stavano accanto alla pietra corrispondente al loro grado. All'interno dell'edificio, il trono si trova al centro e dietro di esso è posizionato un paravento pieghevole raffigurante l'irworobongdo.
5. Sala Munjeongjeon: è la sala dove i re gestivano il lavoro con i funzionari e prendevano importanti decisioni politiche. Fu ricostruita nel 1616 dopo essere stata incendiata durante la guerra di Imjin, ma fu distrutta di nuovo durante il periodo coloniale giapponese. L'edificio attuale è stato ricostruito nel 1986. Ha anche servito da honjeon (luogo di custodia delle tavolette ancestrali reali) per le defunte regine consorti del re Yeongjo e del re Cheoljong.
6. Sala Sungmundang: "sungmun" (숭문?, 崇文?) significa letteralmente "riverire uno scritto o la letteratura". Era usata come sala di studio dal re e qui riceveva le lezioni sui classici confuciani. Anche se l'anno esatto della sua fondazione è sconosciuto, è stata ricostruita nel 1834 dopo l'incendio del 1830. Sul muro interno è appeso un estratto del Libro delle Odi scritto di proprio pugno dal re Yeongjo.
7. Porta Binyangmun: situata dietro la sala Myeongjeongjeon, collega lo spazio ufficiale del re e i suoi alloggi privati. "Binyang" significa letteralmente "salutare rispettosamente la luminosità" e "luminosità" qui significa anche "yin", in altre parole, il re. Poiché questa porta fungeva da porta d'ingresso agli alloggi privati del re, il passaggio era severamente vietato. L'edificio attuale è stato ricostruito nel 1986 dopo la sua distruzione durante il periodo coloniale giapponese e successivamente gli scavi nel 1984.
8. Padiglione Haminjeong: il padiglione venne costruito nel 1633 e poi ricostruito nel 1834 a seguito di un incendio che lo distrusse nel 1830. Inizialmente, al suo posto sorgeva il padiglione Inyangjeon, raso al suolo durante le invasioni giapponesi della Corea (1592-1598). Veniva usato come sala studio del re e ospitava le lezioni di diversi ufficiali esperti di classici confuciani. L'edificio attuale è una struttura aperta, mentre il Donggwoldo del XIX secolo lo descrive come un padiglione con tre pareti. Inoltre, ci sono quattro insegne, una per lato, con le diverse parti della poesia Quattro stagioni di Gu Kaizhi.
9. Sala Hwangyeongjeon: edificata inizialmente nel 1484, fu ricostruita nel 1616, poi distrutta durante le invasioni giapponesi del 1830 e ricostruita nel 1834. Era usata principalmente come quartieri privati del re o del principe: vi nacque il re Jungjong e vi morì il principe Sohyeon. I documenti storici riportano anche che servì come honjeon e come binjeon (edificio in cui veniva custodito il corpo o la bara di un membro della famiglia reale).
10. Sala Tongmyeongjeon: situata in un luogo appartato del palazzo, questa sala era principalmente la residenza privata della regina. Rivolto verso sud, l'edificio sorge su un gidan (una piattaforma di pietra) e il giardino circostante è lastricato per ospitare eventi e riti reali.
11. Sala Yanghwadang: era principalmente usata come quartieri privati del re o della regina. Fece eccezione il re Injo che in questa sala accolse gli inviati della dinastia Qing dopo l'invasione del 1636. L'edificio attuale venne ricostruito nel 1834 dopo un incendio che lo aveva distrutto nel 1830.
12. Palazzi Yeongchuneon e Jipbokeon: il palazzo Yeongchuneon è un edificio rivolto verso sud, usato soprattutto come residenza privata della regina, a ovest del quale si collega il palazzo Jipbokeon. Non si conosce l'anno di costruzione, ma entrambi vennero distrutti da un incendio nel 1830, per poi venire ricostruiti nel 1834. Il re Jeongjo scelse il palazzo Yeongchuneon come biblioteca e studio personale, mentre il palazzo Jipbokeon vide venire alla luce il principe ereditario Sado e il re Sunjo.
13. Piedistallo segnavento: si trova su una collina alle spalle dei palazzi Yeongchuneon e Jipbokeon e fu costruito per sostenere la bandiera usata per misurare la direzione e la forza del vento. Sembra che venne eretto nel 1770 insieme al pluviometro e che inizialmente fosse posto vicino alla porta Tongjemun, per poi essere spostato prima dell'indipendenza del paese. Oggi il piedistallo rientra nella lista dei tesori nazionali.
14. Camera della placenta e stele del re Seongjong: la camera della placenta è una speciale struttura in cui veniva conservato un pezzo del cordone ombelicale del neonato. Alla nascita di un membro della famiglia reale della dinastia Joseon (1392-1910), una parte del suo cordone ombelicale veniva posta in un contenitore, che poi era sepolto in un luogo propizio. Questa camera della placenta venne costruita per il re Seongjong (1457-1494, r. 1464-1494) e la stele racconta la storia della costruzione e restaurazione della struttura. Tra il 1928 e il 1930, le varie camere della placenta sparse per la Corea vennero riunite nelle Seosamneung a Goyang-si, nel Gyeonggi-do, mentre quella del re Seongjong venne portata da Gwangju-si (Gyeonggi-do) al palazzo Changgyeonggung nel 1928.
15. Laghetto di Chundangji: la parte sottostante veniva in passato usata come naenongpo (luogo in cui gli eunuchi coltivavano verdure da poi donare in tributo al re). Inoltre, il re vi svolgeva un rituale nel quale lui stesso si occupava dei raccolti. Nel 1909 i giapponesi modificarono questo laghetto, che venne restaurato nel 1986 e riportato alla sua forma tradizionale coreana. La parte sovrastante dello specchio d'acqua, più piccola, era il luogo in cui si trovava originariamente.
16. Pagoda ottagonale in pietra a sette piani: situata accanto al laghetto di Chundangji, venne acquistata da un mercante in Manciuria, il quale la donò poi al museo della famiglia reale Yi alla sua fondazione durante il periodo coloniale giapponese. In stile tibetano, ha una base ottagonale doppia in pietra che poggia su un'ulteriore base quadrata più grande. Sul corpo è presente un'iscrizione che afferma che venne creata nel 1470, all'epoca della dinastia Ming in Cina.
17. Serra principale: inaugurata nel 1909, è la prima serra in stile occidentale costruita in Corea. All'epoca l'imperatore Sunjong viveva al palazzo Changdeokgung, nei pressi del palazzo Changgyeonggung, e il governo giapponese decise di costruire la serra e uno zoo all'interno del palazzo con il pretesto di consolarlo. Ideato da un designer giapponese e costruito da un'impresa francese, questo edificio dallo stile occidentalizzante ha una struttura in misto ferro e legno, con un rivestimento esterno interamente di vetro. Una volta ultimata la costruzione della serra, vi vennero inserite piante rare e tropicali. In seguito al restauro del palazzo attuato nel 1986, queste piante vennero sostituite con piante autoctone coreane. Nel 2004 la serra principale è stata inserita nella lista dei tesori nazionali al n. 83.
18. Padiglione Chimijeong: a destra della serra principale, è stato costruito nel 1624 in un luogo designato all'allevamento dei bachi da seta. Accanto alla struttura era presente un appezzamento di terra molto ampio in cui i soldati si allenavano nel tiro con l'arco e nell'equitazione. Nel 1664 il nome del padiglione venne momentaneamente cambiato in "Gwandeokjeong".
19. Osservatorio Gwancheondae: situata di fronte alla sala Munjeongjeon, si suppone che questa struttura venisse usata per osservare corpi celesti attraverso il soganui, una piccola sfera armillare semplificata, dal quale, secondo il Seoungwanji, prese il nome alternativo di Soganuidae. Studi più recenti suggeriscono che fosse ivi presente anche un ilseongjeongsiui, strumento di misura del tempo basato sui movimenti del firmamento. È stato dichiarato tesoro nazionale nel 1985.
20. Ingresso Seoninmun: è situato, con l'ingresso Honghwamun, sul lato sud-est delle mura del palazzo. Venne creato durante il regno del re Seongjong, per poi essere distrutto durante la guerra di Imjin, ricostruito durante il regno di Gwanghae (1575-1641, r. 1608-1623) e distrutta nuovamente durante il regno del re Gojong (1852-1919, r. 1863-1907). Il Donggukyeojibigo afferma che questo ingresso era inizialmente nominato "Seolinmun" ed usato come ingresso principale dai funzionari ufficiali.
21. Ingresso Wolgeunmun: venne costruito nel 1779 dal re Jeongjo, il quale voleva avere un accesso diretto al palazzo Gyeongmogung in cui era seppellito suo padre, il principe Sado. Il nome "wolgeun" significa "visita mensile", in riferimento ai viaggi compiuti dal re al primo del mese ben per recarsi da Sado.
22. Ingresso Jipchunmun: è situato di fronte al santuario confuciano Munmyo a Seul e si trova sul muro di cinta nord-est. Secondo il Donggukyeojibigo, era sia l'ingresso est del giardino segreto, sia la porta usata dal re per accedere a Sungkyunkwan. Si suppone sia stato originariamente costruito durante il regno del re Seongjong (1457-1494, r. 1469-1494) e che la struttura attualmente presente venne costruita verso la fine dell'epoca Joseon (1392-1910).

## Galleria d'immagini

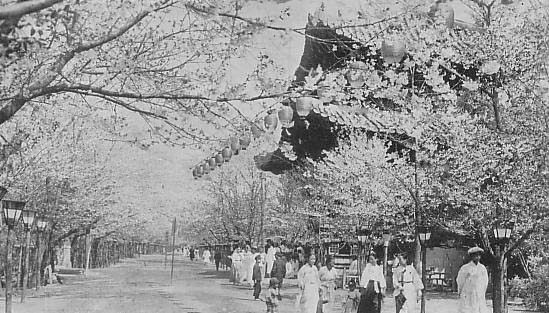
Changgyeonggung negli anni '30
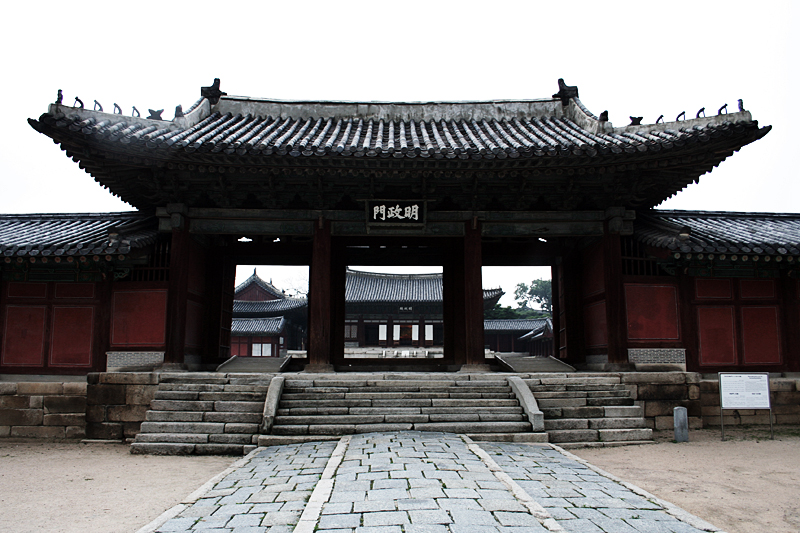
La porta principale del palazzo
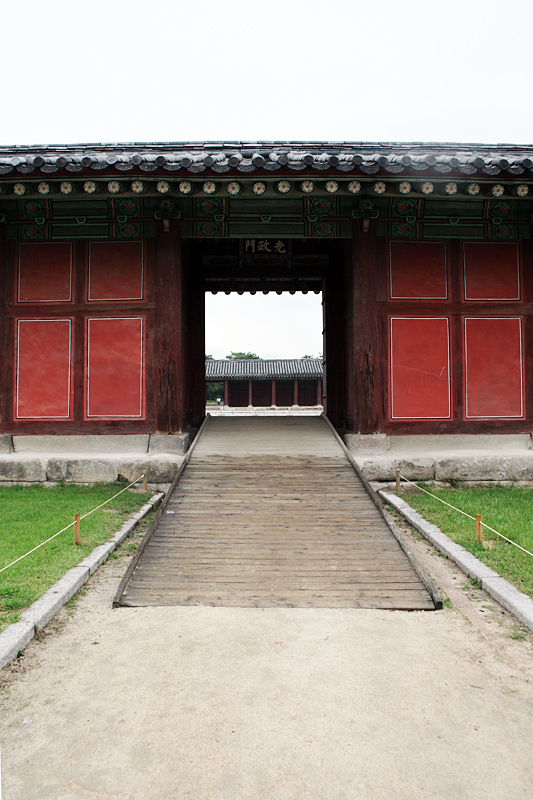
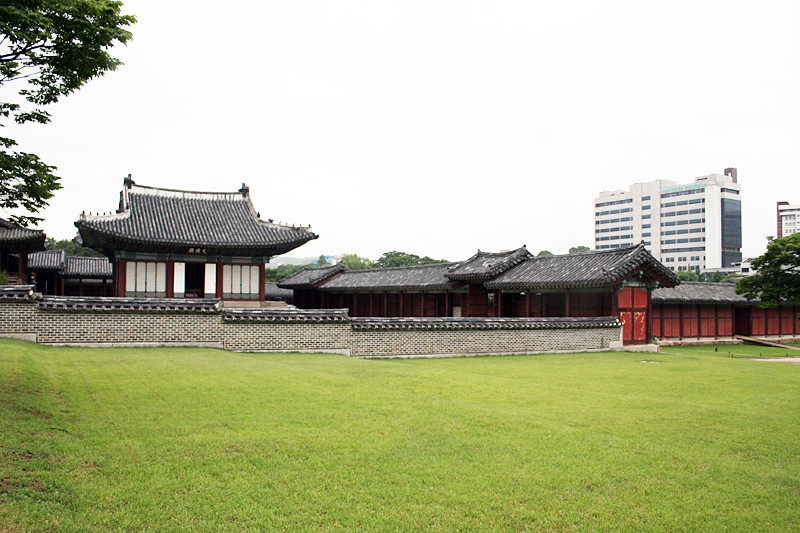
Una vista laterale del palazzo, con gli edifici moderni di Seul sullo sfondo